# Радіоканал
Радіоканал — канал зв'язку, сукупність технічних пристроїв , що забезпечують передавання електричних сигналів на віддаль з використанням радіохвиль в певній смузі частот.

Радіоканал — смуга ефіру, призначена для передавання і приймання програм мовлення на певних частотах, а також технічні засоби, які забезпечують надходження сигналу в ефір.
Радіоканали (радіомовні, телевізійні та передачі даних) поділяють на комутовані й некомутовані; з вузькою і широкою смугою використовуваних частот; з низькою, середньою й високою швидкістю передаваних сигналів. Крім того, радіоканали бувають одно- і двосторонні.
В телемеханіці по радіоканалу (лінії зв'язку) радіосигнал, який несе інформацію про вимірювальну величину, надходить у приймальний пристрій, де набуває форми, зручної для сприймання оператором, введення в обчислювальну машину або автоматичної реєстрації. Радіосигнали передаються безперервно або циклічно, іноді — за сигналом-запитом оператора (з кодовим позначенням вимірюваної величини).
До основних частин системи радіоуправління належать пристрої (передавачі), що надсилають по радіоканалу на керований об'єкт команди (керуючу інформацію), складені за певним кодом, і пристрої (радіоприймачі), де ці сигнали розшифровуються і перетворюються на сигнали, які діють на систему керування об'єктом. Команди бувають неперервні та перервні. Пристрої системи такого типу мають бути високо надійними, зі значною стійкістю до завад. Радіотелемеханічні системи є звичайно багатоканальними. Вони дають змогу контролювати стан (положення) зосереджених і роззосереджених стаціонарних (напр., електр. підстанцій) або рухомих (напр., космічних кораблів) об'єктів, керувати цими об'єктами.